# Floyd Landis
Floyd Landis (* 14. října 1975) je americký cyklista, který vstoupil do profesionální cyklistiky v roce 1999 ve stáji Mercury Cycling Team. V roce 2002 se připojil ke stáji US Postal Service a v roce 2005 k týmu Phonak Hearing Systems. Z tohoto týmu byl vyhozen 5. srpna 2006 po pozitivním dopingovém nálezu po poslední etapě závodu Tour de France, kterou vyhrál a byl považován za vítěze až do verdiktu arbitrážního soudu v USA 20. září 2007, který jej uznal vinným. Vítězství tak připadlo Španělu Oscaru Pereirovi.
V únoru 2010 vydal na cyklistu francouzský soud mezinárodní zatykač. Podezřívá ho z toho, že si objednal útok hackera na počítač antidopingové laboratoře v Chatenay-Malabry.

## Celkové pořadí na velkých etapových závodech
|                 | 2002 | 2003 | 2004      | 2005      | 2006     |
| --------------- | ---- | ---- | --------- | --------- | -------- |
| Tour de France  | 61.  | 77.  | 23.       | 9.        | diskval. |
| Giro d'Italia   | -    | -    | -         | -         | -        |
| Vuelta a España | -    | 76.  | odstoupil | odstoupil | -        |